# Реки Карелии

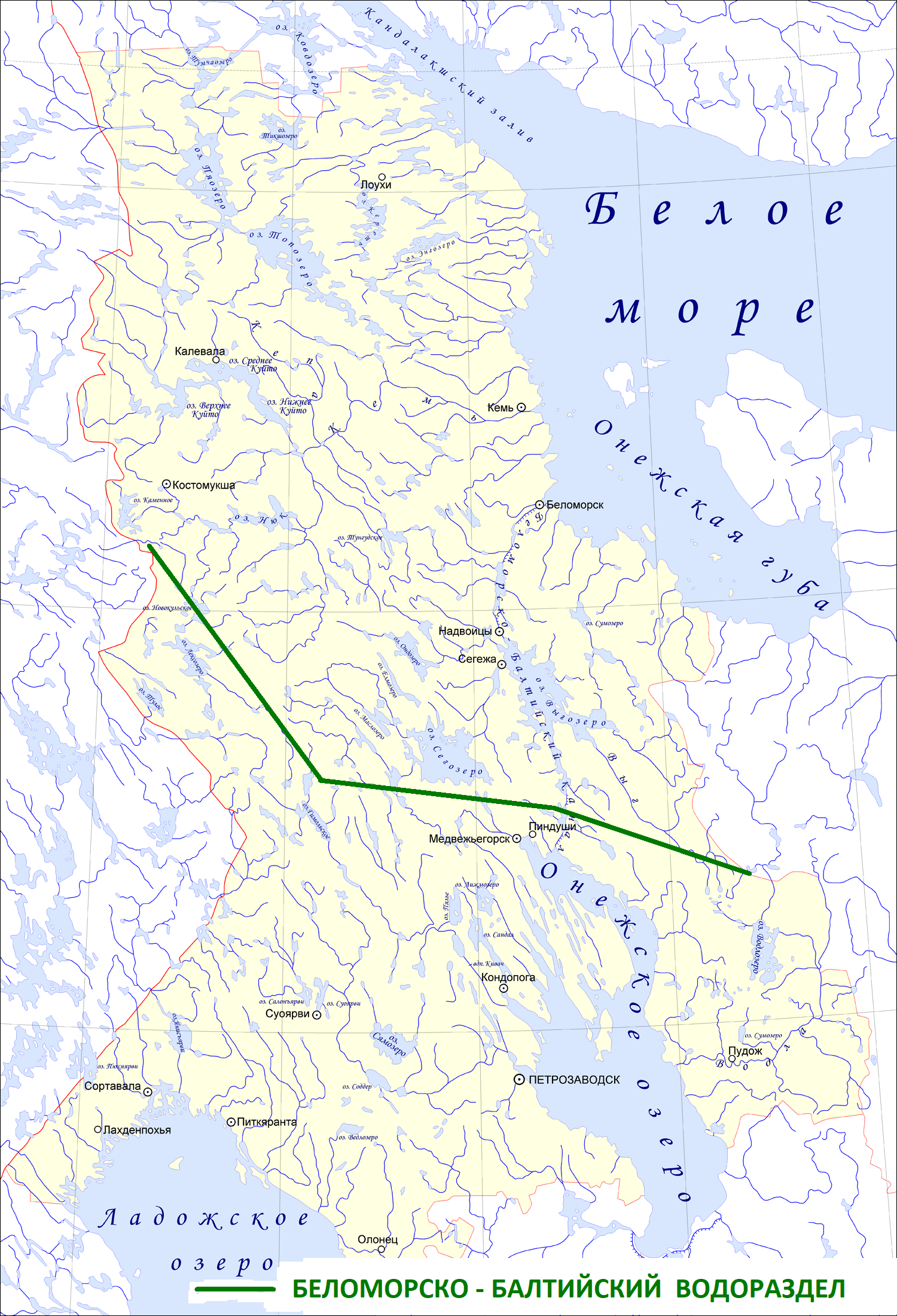
Гидрографическая сеть Республики Карелия

Ре́ки Каре́лии — водные потоки в естественных руслах, питающиеся поверхностными и подземными притоками на территории Республики Карелия.

## Общие сведения
На территории Республики Карелия насчитывается 27,6 тысяч рек, относящихся к бассейнам Белого и Балтийского морей, незначительный участок на юго-востоке республики относится к водосбору Каспийского моря (река Волга). Суммарная протяжённость рек Карелии составляет 83 тысячи километров. Преобладают малые реки длиной до 10 км (95 % от общего числа рек на территории Карелии), тридцать рек относятся к классу средних и имеют длину более 100 километров.
Наиболее протяжённые реки:
- Суна — 280 км
- Ковда — 233 км
- Чирка-Кемь — 221 км
- Онда — 197 км
- Шуя — 194 км
- Кемь — 191 км
- Сума — 164 км
- Илекса — 155 км
- Кепа — 154 км
- Водла — 149 км
- Охта — 142 км
- Волома — 138 км
- Воньга — 135 км
- Верхний Выг — 135 км
- Тунгуда — 128 км
- Уксунйоки — 121 км
- Чапома — 113 км
- Колода — 112 км
- Писта — 110 км
- Нетома — 107 км
- Нюхча — 106 км
- Шалица — 104 км

Площадь водосбора более 10000 км² имеют 5 озёрно-речных систем — реки Кемь, Выг, Шуя, Ковда и Водла, площадь более 1000 км² имеет 51 система, более 100 км² — имеют 366 водных систем.
Густота речной сети в среднем составляет 0,53 км/км², средняя скорость течения колеблется от 0,1 до 6,0 м/с, средняя глубина русла рек составляет от 0,3 м на порогах до 15,0 м на плёсах.
Выделяются три основных типа крупных рек по характеру их размещения на водосборе:
- Верховой, при котором озёра лежат в верхней части водосбора — Кемь, Суна, Олонка и другие.
- Каскадный, при котором озёра размещены равномерно по длине главной реки — Ковда, Лендерка, Лужма и другие.
- Низовой, при котором наиболее крупное озеро находится в нижней части бассейна и река представляет короткий сточный канал.

Русла рек изобилуют порогами, создающими водопады — «Юканкоски» на реке Кулисмайоки (общее падение 18,7 м), «Куми» на реке Войница (общее падение 13,6 м), «Ковакка (Большой Падун)» на реке Оланга (12,0 м), «Кивач» на реке Суна (10,7 м), «Кумский» на реке Кумса (5,5 м) и другие. Многие водопады, такие как Пор-Порог (падение 16,8 м) и Гирвас (падение 14,8 м) на реке Суна, Воицкий (7,2 м) на реке Нижний Выг, Ужма (11,8 м) на реке Кеми, Софьянговский (9 м) на реке Ковде, оказались затоплены в результате выполнения гидротехнических работ по сооружению каскадов ГЭС — кемского, выгского и других гидротехнических сооружений.
Годовая амплитуда колебаний уровня воды на крупных реках Карелии составляет 3—5 м, на мелких реках — 1-2 м. Замерзание рек происходит в ноябре месяце, средняя продолжительность ледостава составляет 140 дней, средняя толщина льда в марте составляет 55 см, средняя продолжительность ледохода — 5 дней.

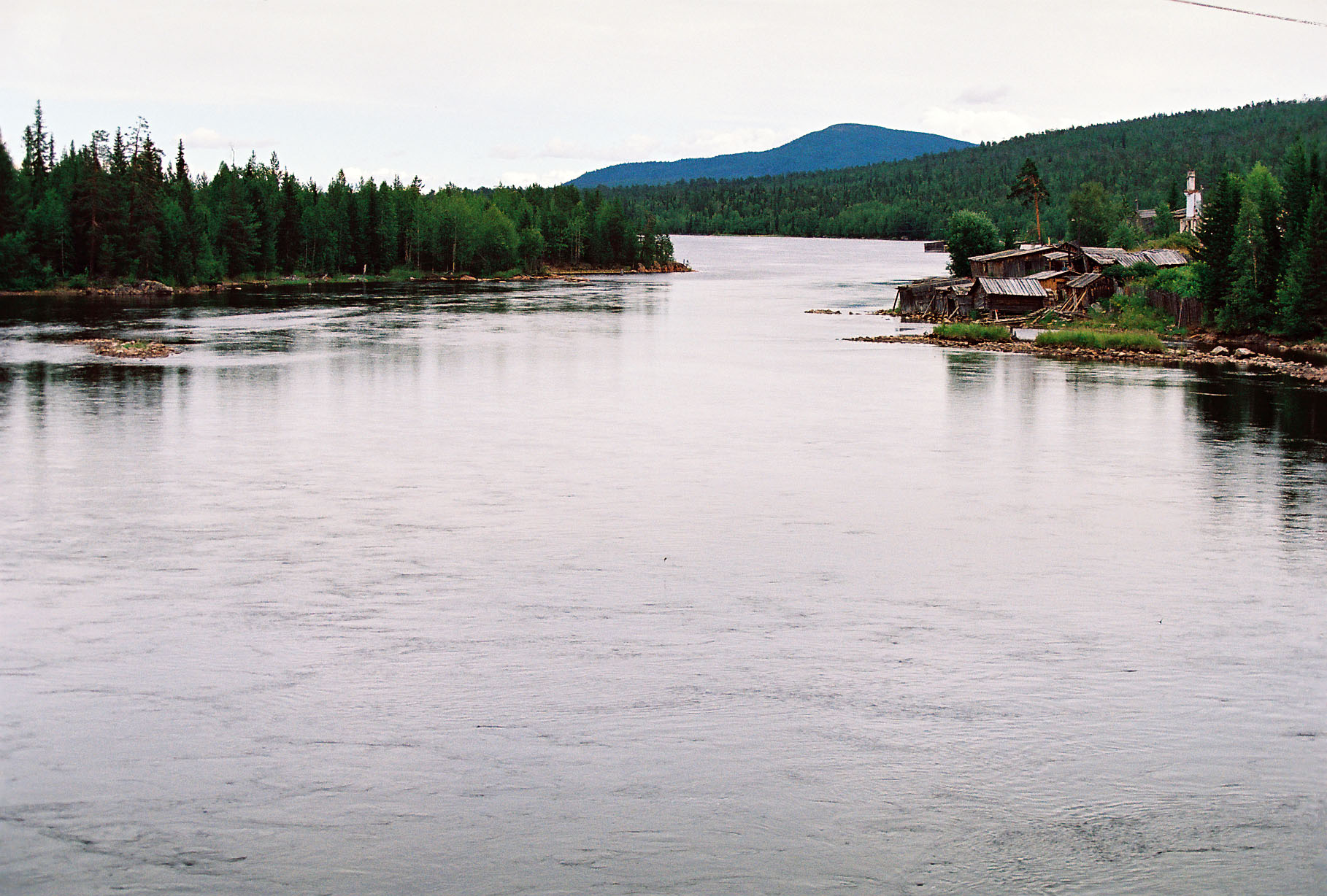
Ковда
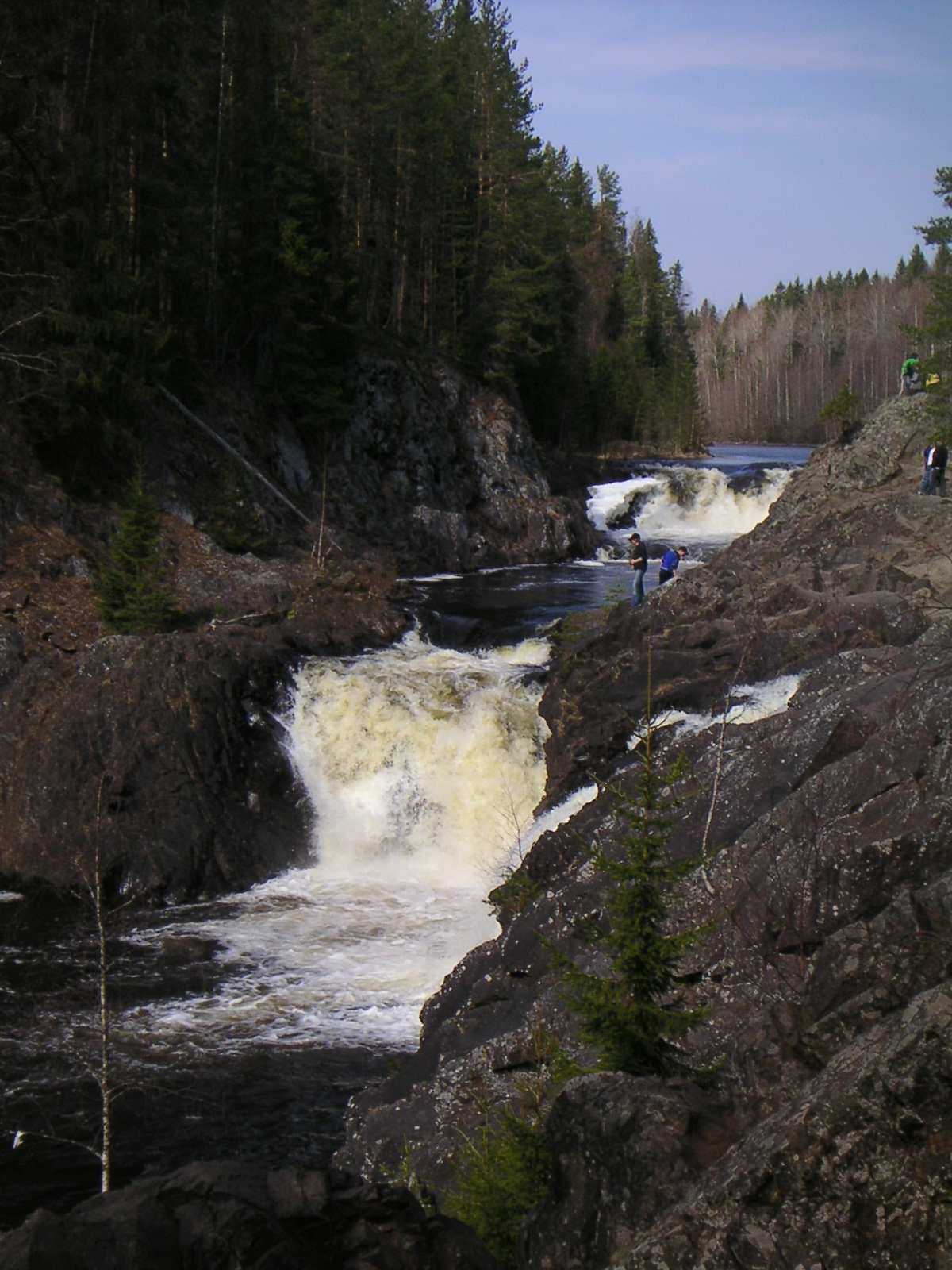
Суна. Водопад «Кивач»
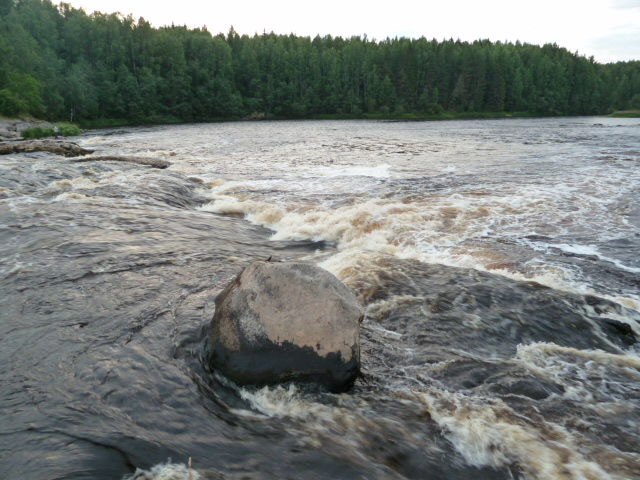
Шуя. Пороги
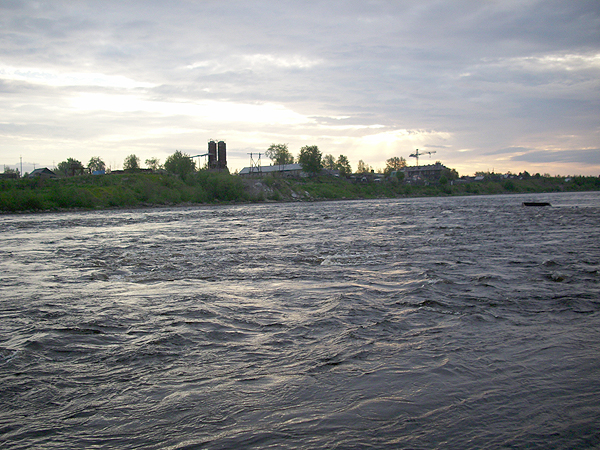
Кемь
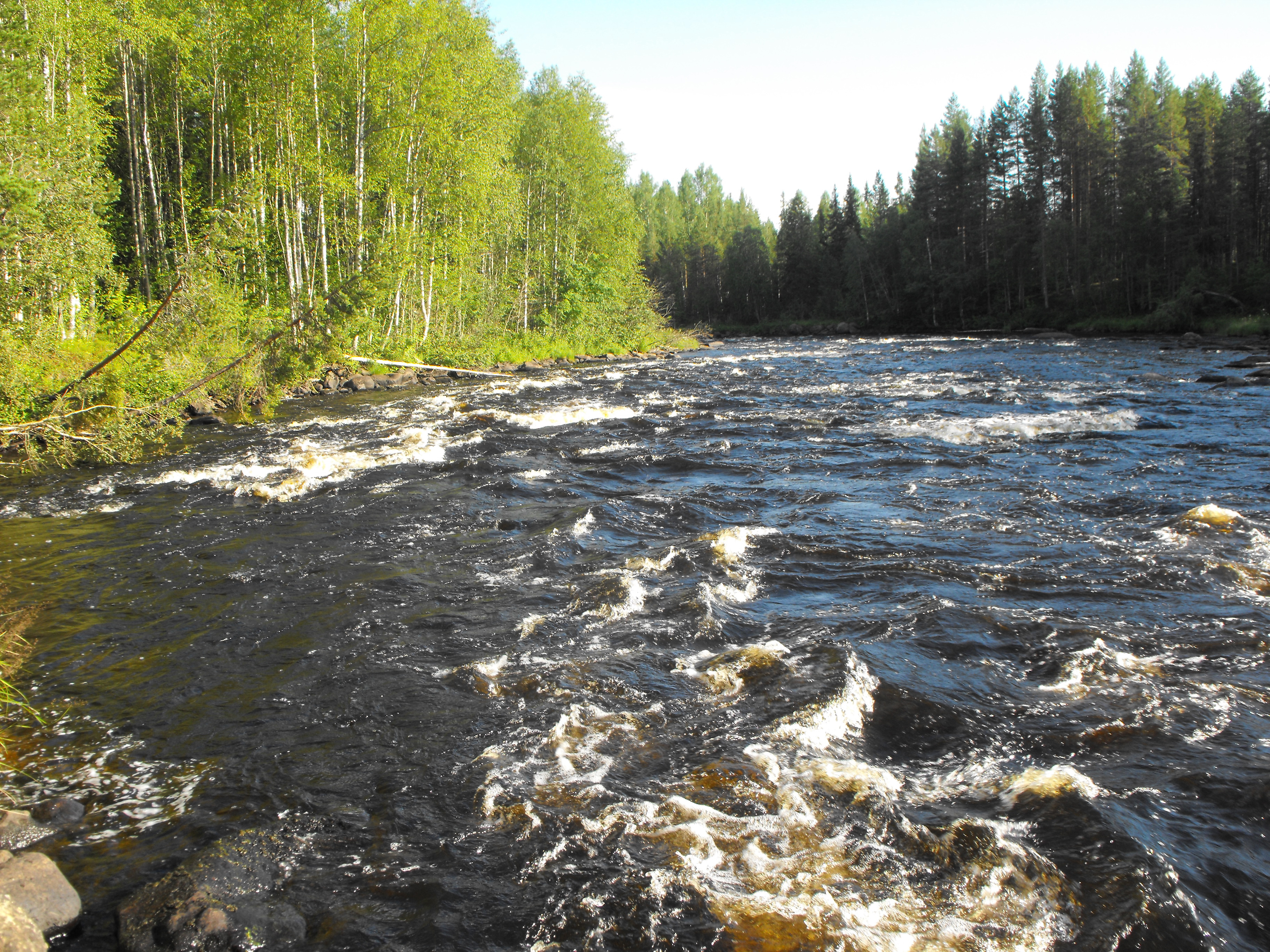
Тунгуда
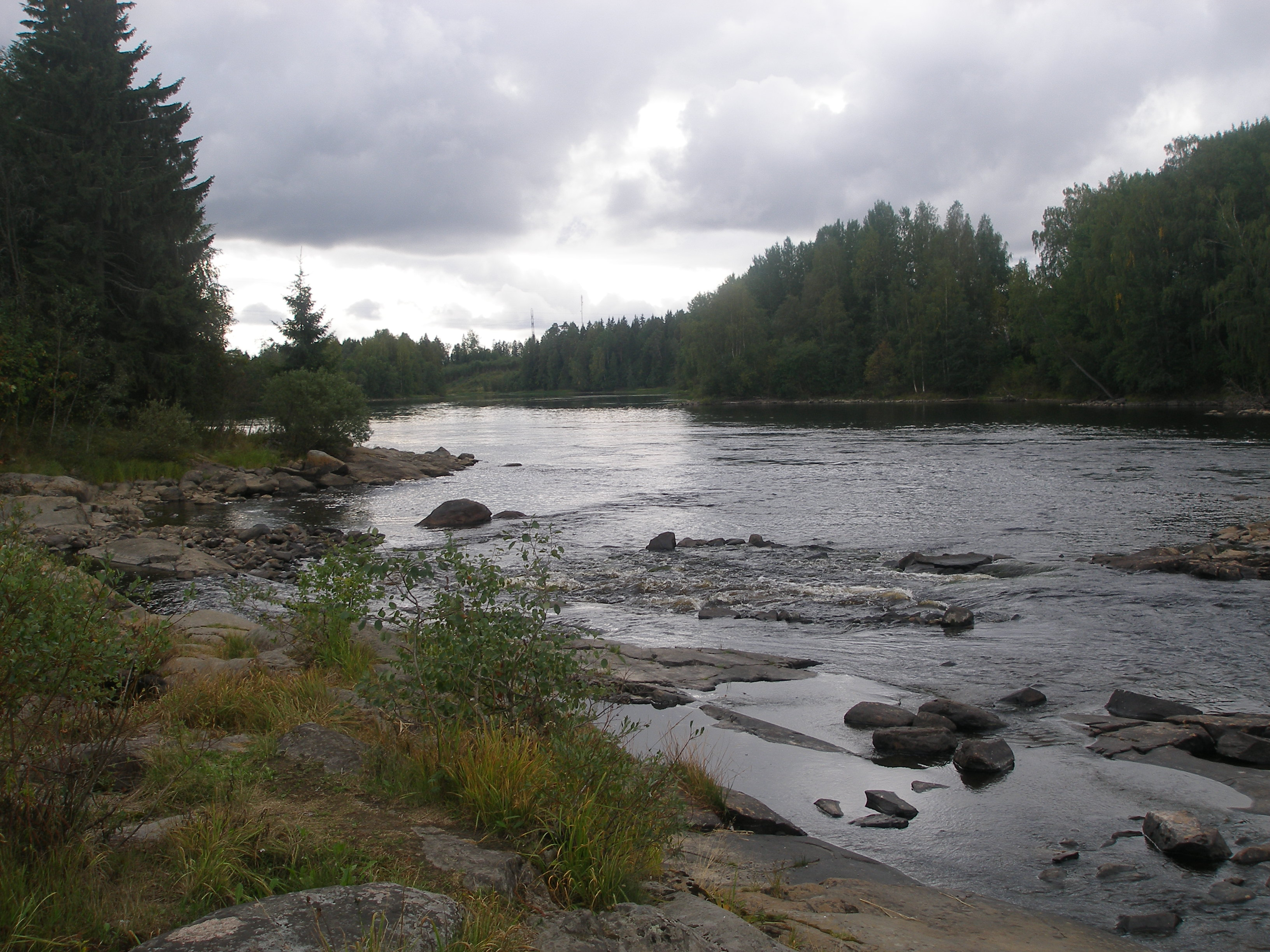
Янисйоки
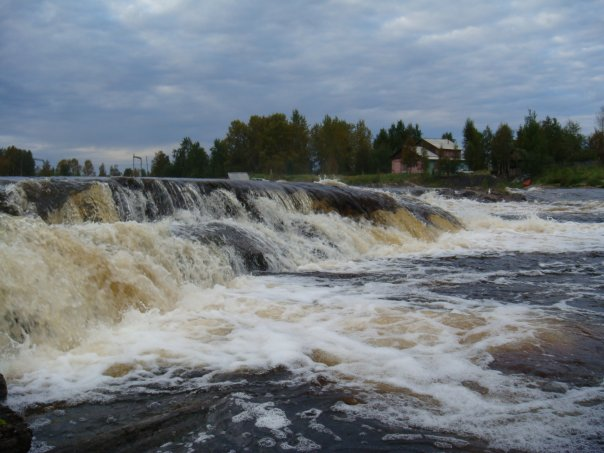
Выг
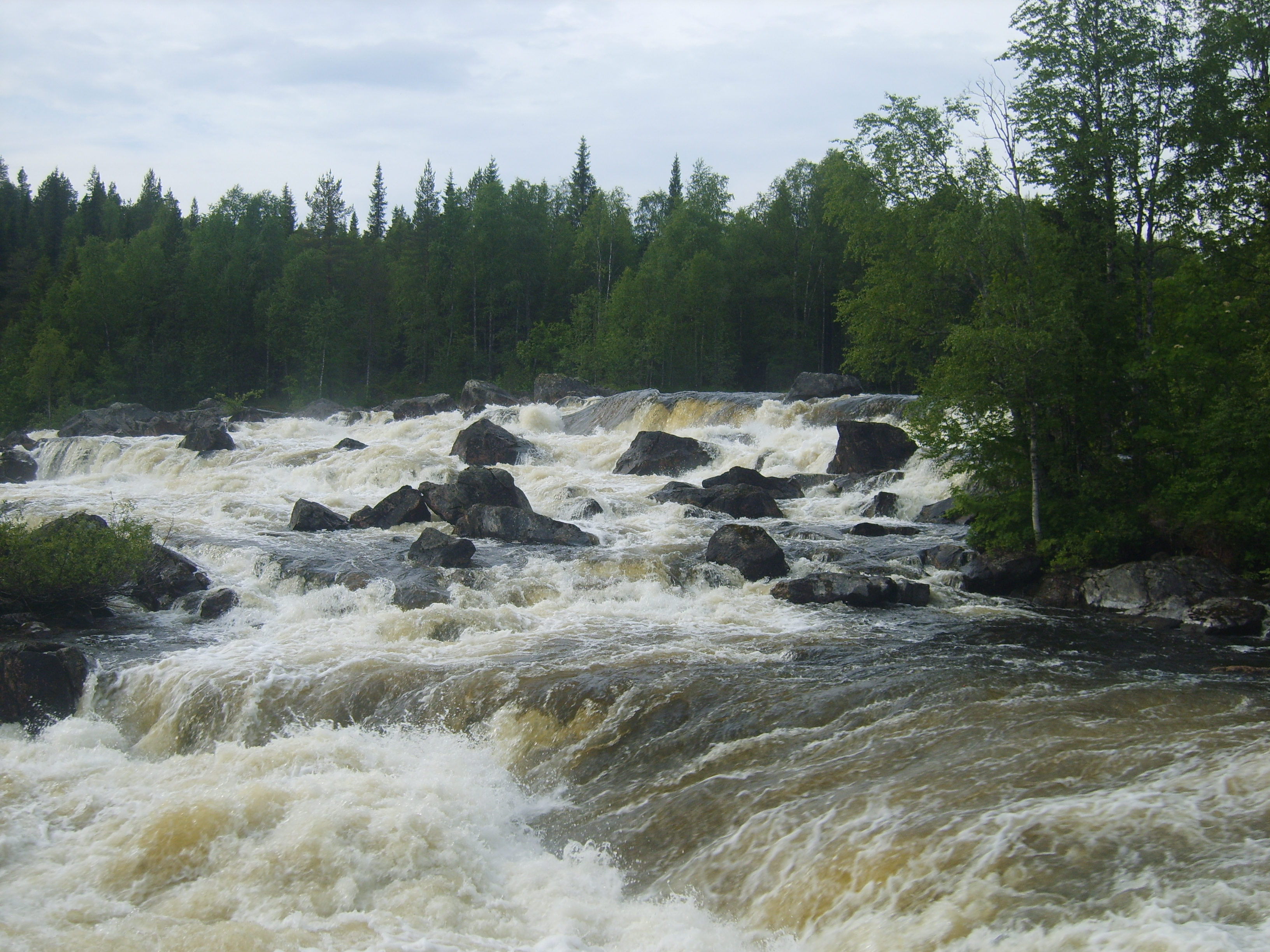
водопад «Киваккакоски» (Оуланкайоки, Паанаярви)